# Wspólnota administracyjna Lichtenberg
Wspólnota administracyjna Lichtenberg – wspólnota administracyjna (niem. Verwaltungsgemeinschaft) w Niemczech, w kraju związkowym Bawaria, w rejencji Górna Frankonia, w regionie Oberfranken-Ost, w powiecie Hof. Siedziba wspólnoty znajduje się w mieście Lichtenberg. Powstała 1 maja 1978.
Wspólnota administracyjna zrzesza gminę miejską (Stadt) oraz gminę wiejską (Gemeinde):
- Issigau, 1 093 mieszkańców, 18,69 km²
- Lichtenberg, miasto, 1 089 mieszkańców, 9,47 km²